# Maciej Iwański
Pour les articles homonymes, voir Iwański.
Maciej Iwański, né le 7 mai 1981 à Cracovie, est un footballeur international polonais. Il est milieu de terrain.

## Carrière

### Internationale
Iwański a commencé sa carrière internationale avec la Pologne le 6 décembre 2006, lors d'un match amical à Abou Dabi face aux Émirats arabes unis. 
Il a inscrit son premier but le 3 février 2007, à la 70e minute de la rencontre amicale contre l'Estonie, remportée par l'équipe polonaise avec un score de 4 buts à 0.

## Palmarès
- Finaliste de la Coupe de Pologne : 2005, 2006
- Champion de Pologne : 2007
- Vainqueur de la Supercoupe de Pologne : 2007, 2009
- Vice-Champion de Pologne : 2009